# شونسوکه ایکدا
شونسوکه ایکدا (انگلیسی: Shunsuke Ikeda; ۱۱ نوامبر ۱۹۴۰ – ۱۱ ژوئن ۲۰۱۰) بازیگر، مدل (شخص)، و بازیگر تلویزیون اهل ژاپن بود.